# Географія Ростова-на-Дону
Місто Ростов-на-Дону є в даний час одним з великих міст Росії, розташованим на самому південному сході Східно-Європейської рівнини.

## Географія Ростова-на-Дону

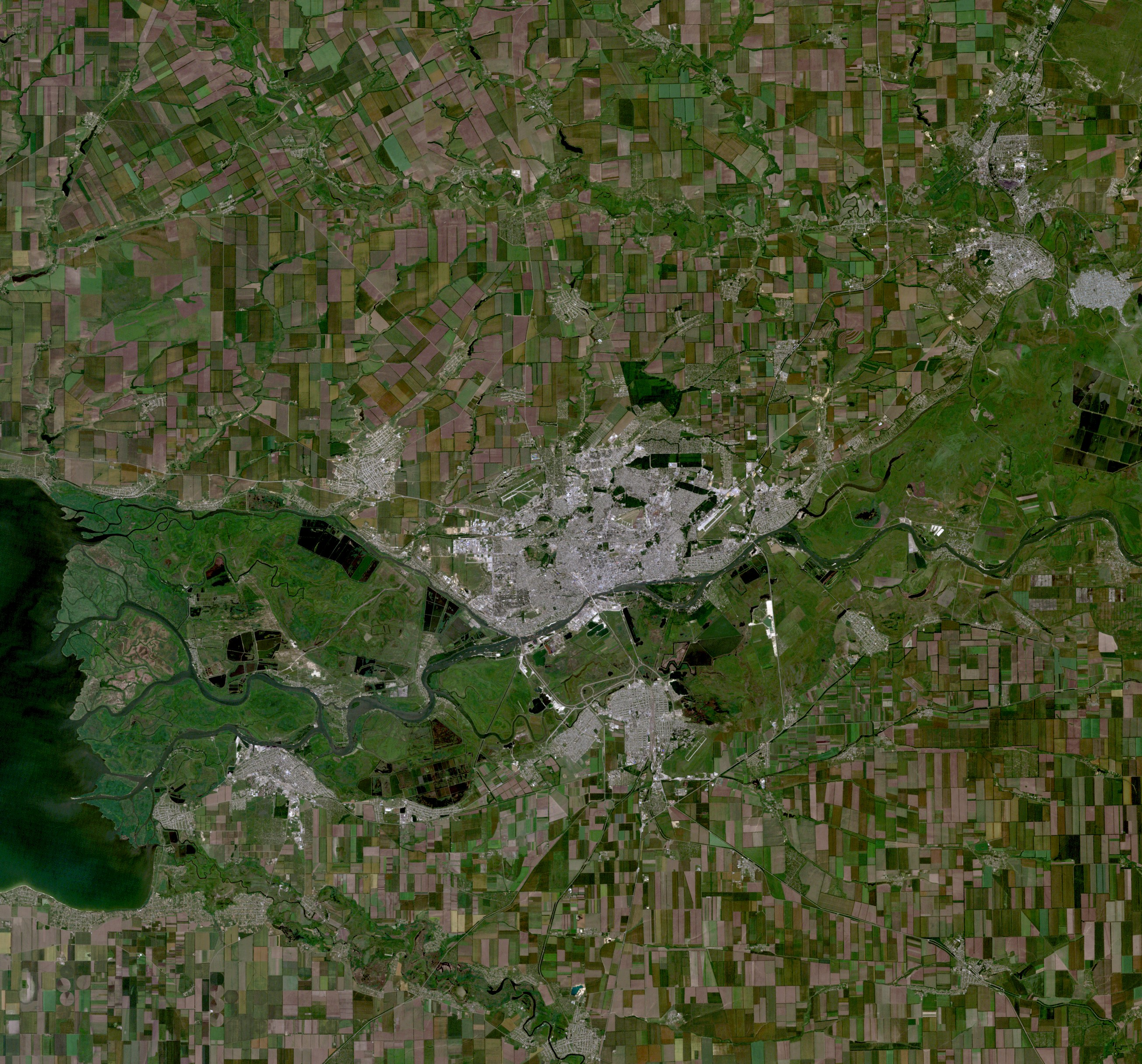
Ростов-на-Дону (у центрі) та його околиці, космічний знімок LandSat-5, 10 червня 2010

Географія Ростова-на-Дону тісно пов'язана з річкою Дон, Азовським морем, древніми поселеннями на цій території, які археологи датують ще епохою міднокам'яного століття. Інтерес людей до цих земель пояснює саме географія. Ростов розташований на берегах річки Дон, причому основна його частина лежить на правому березі.
Ростов-на-Дону займає територію 354 кв. км, населення міста — понад 1 103 700 чоловік. Місто знаходиться на відстані 1092 км від Москви в центрі транспортних магістралей, що забезпечують вихід до п'яти морів — Чорного, Азовського, Каспійського, Балтійського, Білого — і безпосередні контакти з усією Європейською частиною СНД, Закавказзям, Близьким Сходом і Середземномор'ям. У місті діє міжнародний аеропорт з пасажирообігом 4,5 млрд пасажирокілометрів.
Трохи більше сорока кілометрів відділяють місто від Азовського моря, тим самим Ростов має вихід до п'яти морів: Азовського, Каспійського, Чорного, Балтійського і Білому.

## Історія
В епоху льодовикового періоду тут паслися величезні стада мамонтів, бізонів і носорогів, клімат був дуже м'яким, і люди дуже охоче селилися тут. У більш пізній час тут очевидно розташовувалося поселення арійців, після яких залишилися сліди найбільших фортечних споруд.
У роки правління Петра I ці місця привернули увагу імператора, так як тут можна було дуже зручно розмістити фортеця для захисту від набігів турків і татар Криму. Цілком можливо, фортечні стіни були б споруджені ще тоді, але планам самодержця завадив Прутський договір.
Тільки в 1749 році тут з'явилася митниця, а через ще 12 років — фортеця Дмитра Ростовського. Вона була важливим стратегічним пунктом, але після анексії Криму Російською імперією втратила свою значимість, так як більш важливу роль став грати порт Таганрог. Цікаво, що після переселення на ці землі в 1779 році кримських вірмен, тут з'явилося село Нор-Нахічеван, а трохи пізніше навколо колишньої фортеці утворилося п'ять поселень.
У 1807 році колишня фортеця стала повітовим містом, а трохи пізніше і отримала офіційну назву Ростов-на Дону. Тоді ж місто стало динамічно розвиватися як торговий центр, благо це дозволяла його географія. Ростов славився своїми ярмарками, тут перетиналися п'ять найбільших доріг (трактів): Чорноморський, Кавказький, Харківський, Бахмутський, Одеський. Тут був великий порт, куди приходили перські, грецькі, турецькі, вірменські, італійські, російські судна.
Ще з IXX століття за містом закріпилося звання «ворота північного Кавказу», оскільки в той час не було інших залізничних шляхів для транспортування пасажирів і вантажів у південному напрямку, крім тих, що проходили через Ростов. І тепер через Ростов-на-Дону проходять транспортні автомобільні та залізничні магістралі, що мають важливе федеральне значення.
Географія Ростова-на-Дону як сучасного міста складається з особливостей його розташування. В даний час він є центром Південного федерального округу, пов'язаний з найважливішими регіонами РФ трасами федерального значення. Саме в ньому концентрується ядро індустріального і освітнього потенціалу Півдня Росії. Серед цікавих фактів можна відзначити той, що в цьому місті через Ворошиловський міст проходить географічна межа, що розділяє Європу і Азія. Тобто географія Ростова-на Дону як би підкреслює особливу значимість цього міста в історії не тільки нашої країни, а й усього континенту.